# Steve Hughes
Steve Hughes (1966) is een Australisch metalmuzikant en stand-upcomedian.
Hughes speelde in de jaren 80 drums in een aantal Australische metalbands zoals de thrashmetalbands Slaughter Lord en Mortal Sin en de blackmetalband Nazxul. In de jaren 90 begon hij op te treden als stand-upcomedian en werd al snel een van de bekendere comedians van Australië. Hij verhuisde naar Manchester in Engeland om van stand-uppen zijn baan te maken.
In 2011 toerde hij als support act van de Belgische stand-upcomedian Alex Agnew, ook was hij al diverse malen in televisieprogramma's te zien, waaronder het Britse Live at the Apollo en Comedytrain presenteert in Nederland. In 2012 toert hij met zijn show "heavy metal comedy".